# Shimogaki Tatsuya
Tatsuya Shimogaki (sinh ngày 22 tháng 5 năm 1981) là một cầu thủ bóng đá người Nhật Bản.

## Sự nghiệp câu lạc bộ
Tatsuya Shimogaki đã từng chơi cho Vissel Kobe.